# دهلیز (بندر لنگه)
دهلیز روستای کوچکی از توابع بخش کیش شهرستان بندر لنگه استان هرمزگان واقع در جنوب ایران.

## محدوده دهلیز
از شمال دهکون، از جنوب لاز، از مغرب قرط، و از سمت مشرق به سفین محدود می‌گردد.

## جمعیت
جمعیتش در حدود ۴۰ نفر می‌باشد که اهل سنت شافعی هستند و به زبان عربی صحبت می‌کنند. این روستا دارای مسجد و مدرسه است.

## صید مروارید
اهالی روستا در فصل معینی از سال به صید مروارید مشغولند اما شغل اصلی آن‌ها ماهی‌گیری است.